# Intralichen baccisporus
Intralichen baccisporus är en lavart som beskrevs av D. Hawksw. & M.S. Cole 2002. Intralichen baccisporus ingår i släktet Intralichen, divisionen sporsäcksvampar och riket svampar.   Inga underarter finns listade i Catalogue of Life.